# Fondos Marinos de Punta Entinas-Sabinar
Fondos Marinos de Punta Entinas-Sabinar este o arie protejată (arie specială de conservare — SAC, sit de importanță comunitară — SCI) din Spania întinsă pe o suprafață de 3.959,15 ha, integral marine.

## Localizare
Centrul sitului Fondos Marinos de Punta Entinas-Sabinar este situat la coordonatele 36°40′42″N 2°42′03″W / 36.6782°N 2.7007°V.

## Înființare
Situl Fondos Marinos de Punta Entinas-Sabinar a fost declarat sit de importanță comunitară în decembrie 1997 pentru a proteja . Situl a fost protejat și ca arie specială de conservare în august 2016.

## Biodiversitate
Situată în ecoregiunile marină mediteraneană și mediteraneană, aria protejată conține 2 habitate naturale: Bancuri de nisip acoperite în permanență slab de apă marină, Straturi cu Posidonia (Posidonion oceanicae).
La baza desemnării sitului se află un număr nedeclarat de specii protejate:
Pe lângă speciile protejate, pe teritoriul sitului au mai fost identificate 2 specii de nevertebrate.